# 제임스 스나이더

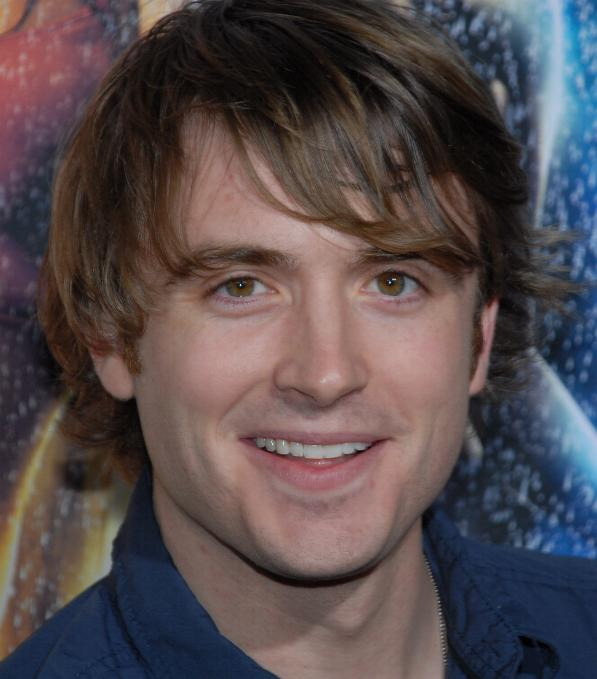

제임스 스나이더(James Snyder, 1981년 2월 7일 ~ )는 미국의 배우, 연극 배우, 텔레비전 배우이다.
샌타클라라에서 태어났다.

## 영화
- 아도니스 (2013년) - 킵 역
- 메스 헤드 (2013년) - 피트 역
- 앤더슨 크로스 (2010년) - 벤 역
- 아메리칸 인 차이나 (2008년) - 데이비드 역
- 셔틀 (2008년) - 세스 역
- 쉬즈 더 맨 (2006년) - 말콤 역
- 더 진저데드 맨 (2005년) - 제레미 역
- 프리티 퍼스웨이전 (2005년) - 데이브 역